# 721

## Esdeveniments
- 9 de juny: Batalla de Tolosa, amb el triomf de l'exèrcit franc comandat pel duc Eudes I d'Aquitània sobre l'exèrcit musulmà del Califat Omeia.

## Naixements
- Jàbir ibn Hayyan (Tus, Iran), alquimista, astròleg, astrònom, físic i filòsof persa.

## Necrològiques
- 13 de febrer: Khilperic II, rei merovingi de Nèustria i Borgonya